# Raul Meireles
Raul Meireles [raul mejreleš] (17. března 1983, Porto, Portugalsko) je bývalý portugalský fotbalový záložník, který ukončil svou hráčskou kariéru v roce 2016 v dresu tureckého klubu z Istanbulu Fenerbahçe SK.
Raul Meireles začal svoji kariéru v portugalském klubu Boavista FC, odkud hostoval dva roky v CD Aves. Po dobrých výkonech ho v roce 2004 získalo FC Porto, kde získal tři tituly v portugalské Primeira Lize, dva portugalské poháry a tři portugalské superpoháry. V roce 2010 přestoupil do anglické Premier League do klubu Liverpool FC. V první sezóně získal cenu Fan´s Player of the Year 2011, čímž zakončil velmi povedenou sezónu. Po roce se stěhoval znovu, tentokráte do Chelsea FC. Během své první sezóny na Stamford Bridge vyhrál Ligu mistrů a FA Cup, jeho první dvě trofeje v Anglii.

## Klubová kariéra

### FC Porto
7. července podepsal pětiletou smlouvu, představen byl o pět dní později na tiskové konferenci. Svůj první zápas odehrál 22. září během sezóny 2005/06 v domácím zápase proti UD Leiria, kdy zasáhl do utkání v 56. minutě.

### Chelsea FC
S Chelsea vyhrál v sezóně 2011/12 Ligu mistrů UEFA.

### Fenerbahçe Istanbul
V základní skupině C Evropské ligy 2012/13 pomohl Fenerbahçe k obsazení prvního místa a zisku 13 bodů. 4. října 2012 vstřelil gól německému celku Borussia Mönchengladbach (výhra 4:2) a právě tyto dva celky později společně postoupily do vyřazovací fáze Evropské ligy. V šestnáctifinále vyřadilo Fenerbahçe běloruský klub FK BATE Borisov po výsledku 0:0 venku a 1:0 doma (tento zápas v Turecku se však hrál bez diváků), Meireles dostal v prvním utkání červenou kartu a do odvety tak nesměl nastoupit.
Na konci sezony 2013/14 se s Fenerbahçe radoval ze zisku ligového titulu (pro klub celkově devatenáctého).

## Úspěchy

### Klubové
FC Porto
- 4× vítěz portugalské ligy (2005/06, 2006/07, 2007/08, 2008/09)
- 3× vítěz portugalského poháru (2006, 2009, 2010)
- 3× vítěz portugalského superpoháru (2006, 2009, 2010)

Chelsea FC
- 1× vítěz Ligy mistrů (2012)
- 1× vítěz FA Cup (2012)

Fenerbahçe SK
- 1× vítěz tureckého poháru (2012/13)
- 1× vítěz Süper Lig (2013/14)[2]